# 杰弗里·基普桑
杰弗里·基普桑（Geoffrey Kipsang Kamworor，1992年11月22日—）是肯尼亚长跑运动员，擅长越野跑和半程马拉松比赛。他是2015年世界越野锦标赛男子个人冠军、男子团体亚军，以及2015年世界田径锦标赛10000米银牌得主。

## 外部連結
- 杰弗里·基普桑在的頁面